# Ismarída
Le lac Ismarída, en grec moderne : Λίμνη Ισμαρίδα ou lac Mitrikoú, en Λίμνη Μητρικού est un lac naturel au sud-ouest du district régional de Rhodope en Grèce. Il est situé dans le parc national de Macédoine-Orientale-et-Thrace.

## Généralités
Le nom Ismarída vient de l'ancienne ville d'Ismara, connue depuis l'époque homérique pour son vin, le vin d'Ismarikon, avec lequel Ulysse a enivré le cyclope Polyphème. Ismarída  est le seul lac d'eau douce peu profond à avoir survécu en Grèce après l'assèchement des lacs Kárla, Copaïs et celui de Giannitsá. Le lac était une lagune dans l'Antiquité, mais avec l'envasement des rivières, il a été coupé du littoral. Il a ensuite été enrichi par les eaux de surface et est devenu un lac peu profond de type steppe d'Europe orientale. Ses eaux sont maintenant saumâtres, car il a été relié à la mer après la construction d'un fossé de drainage. Les rives de la mer de Thrace dans la baie d'Aniktos ne sont qu'à trois kilomètres au sud, tandis que la chaîne des lagunes du Rhodope commence à environ quatre kilomètres au sud-ouest.  À l'est coule la rivière Líssos et à l'ouest se trouve le grand lac Vistonída. La superficie d'Ismarída  varie entre 2 000 et 3 000 hectares et son périmètre est de huit kilomètres. Sa forme est elliptique et sa profondeur varie d'un à 1,5 mètre, en fonction du débit saisonnier de la rivière Vosvózis, qui se jette dans la rive nord du lac et poursuit son cours vers la mer depuis la rive sud. Le lac Ismarída fait partie du parc national de Macédoine orientale-et-Thrace et est l'un des lacs les plus riches en faune sauvage de Grèce.